# Кампестрини, Кристиан
Кристиан Даниэль Кампестрини (исп. Cristian Daniel Campestrini; род. 16 июня 1980[…], Сан-Николас-де-лос-Аройос, Буэнос-Айрес) — аргентинский футболист, вратарь клуба «Барнечеа». Выступал за сборную Аргентины.

## Клубная карьера
Кампестрини — воспитанник клуба «Росарио Сентраль». 10 июня 2001 года в матче против «Бельграно» он дебютировал в аргентинской Примере. В поисках игровой практики Кристиан покинул команду и следующие шесть лет выступал за «Архентино де Росарио», «Феррокарриль Оэсте», «Тигре» и «Альмиранте Браун», забив три мяча в матчах за эти клубы. Летом 2008 года Кампестрини подписал контракт с «Арсеналом» из Саранди. 16 августа в матче против своего бывшего клуба «Тигре» он дебютировал за новую команду. В составе «Арсенала» Кристиан провел более 200 матчей, завоевал Кубок и Суперкубок Аргентины, а также стал чемпионом страны.
В начале 2015 года Кампестрини перешёл в парагвайскую «Олимпию». 1 февраля в матче против «Рубио Нью» он дебютировал в парагвайской Примере.
Летом 2015 года Кристиан присоединился к мексиканской «Пуэбле». 27 июля в матче против столичной «Америки» он дебютировал в мексиканской Примере. В том же году Кампестрини помог клубу выиграть Суперкубок Мексики. Летом 2017 года он перешёл в «Чакарита Хуниорс», но так и не дебютировал за основной состав. В начале 2018 года Кампестрини вернулся в Мексику, став игроком «Дорадос де Синалоа». 6 января в матче против Потрос УАЕМ он дебютировал в Лиге Ассенсо.

## Международная карьера
20 мая 2009 года в товарищеском матче против сборной Панамы Кампестрини дебютировал за сборную Аргентины.

## Достижения
Командные
«Арсенал» (Саранди)
- Чемпионат Аргентины по футболу — Клаусура 2012
- Обладатель Кубка Аргентины — 2012/2013
- Обладатель Суперкубка Аргентины — 2012

«Пуэбла»
- Обладатель Суперкубка Мексики — 2015